# 타르탄
타르탄(영어: tartan)은 격자무늬의 직물로, 본디 스코틀랜드 씨족(clan)의 상징이다. 킬트에도 애용되고 있으며, 오늘날에는 전 세계적으로 옷감 및 의류 디자인 등에 널리 쓰이고 있다.
다양한 색상의 가로 및 세로 띠가 교차하여 단순하거나 복잡한 직사각형 패턴을 형성하는 패턴 천이다. 타르탄은 양모로 짠 직물로 만들어졌지만 현재는 다른 소재로도 만들어지고 있다. 타르탄은 특히 스코틀랜드와 관련이 있으며 스코틀랜드 킬트는 거의 항상 타르탄 패턴을 가지고 있다.
스코틀랜드 이외의 지역에서는 타르탄을 "격자 무늬"(특히 북미 지역)라고도 한다. 그러나 스코틀랜드에서 격자 무늬는 여러 가지 방법으로 착용할 수 있는 큰 타르탄 천 조각이다.
전통적인 타르탄은 일반적으로 간단한 2/2 능직 패턴으로 날실과 위사가 일치하도록 짜여진 색상(사전 염색) 실의 교대 밴드로 만들어진다. 가까이서 보면 이 패턴은 다양한 색상이 교차하는 짧은 대각선을 교대로 형성한다. 더 멀리서 보면 원래 색상과 혼합된 새로운 색상의 모습을 보여준다. 결과적인 색상 블록은 세트라고 알려진 직사각형과 선의 독특한 패턴으로 수직 및 수평으로 반복된다.
스코틀랜드 타르탄은 원래 하이랜드와 관련이 있었다. 초기 타르탄은 특정 스코틀랜드 클랜이 아닌 특정 지역에만 적용되었다. 하지만 씨족은 특정 지역과 지역에 살고 통제했기 때문에 비공식적으로 사람들은 자신의 지역과 관련된 패턴을 통해 특정 씨족과 가족을 대략적으로 식별할 수 있었다. 다른 소재와 마찬가지로 타르탄 디자인은 현지 직조공이 현지 취향에 맞게 가장 쉽게 구할 수 있는 천연 염료를 사용하여 제작했다.
1746년의 복장 법은 당시 게일 스코틀랜드 문화의 중요한 요소였기 때문에 하일랜드의 모든 민간인 남성과 소년에게 하일랜드 복장을 금지함으로써 그곳의 전사 부족을 정부 통제 하에 두려고 시도했다.
1782년에 법이 폐지되었을 때, 타르탄은 더 이상 대부분의 하이랜더들에게 평범한 옷이 아니었다. 1822년 스코틀랜드를 방문했을 때 조지 4세가 타르탄 킬트를 입었을 때 스코틀랜드 전체의 상징적인 국가 의상으로 더욱 널리 채택되었다. 그것은 빅토리아 여왕에 의해 더욱 촉진되었다. 이는 다소 정치적인 "타르탄"과 "고지주의"의 시대를 의미했다.
최초의 유니폼 타르탄은 1713년으로 추정되지만(이전에 민병대가 사용했다는 일부 증거가 있음), 특정 스코틀랜드 씨족을 위한 패턴이 만들어진 것은 19세기 초반이 되어서였다. 대부분의 전통적인 패턴은 1815년에서 1850년 사이에 확립되었다. 빅토리아 시대의 인공 염료 발명은 다양한 패턴을 저렴하게 생산할 수 있음을 의미했다. 대량 생산된 타르탄 패션 천은 스코틀랜드 역사에 대한 향수를 불러일으키는(점점 귀족적이고 수익성이 높아지는) 관점에 적용되었다.
오늘날 타르탄은 더 이상 직물에만 국한되지 않고 매체에 관계없이 패턴 자체의 이름으로도 사용된다. 타르탄의 사용은 스코틀랜드 외부, 특히 스코틀랜드 문화의 영향을 받은 국가로 퍼졌다. 그러나 타르탄 스타일의 패턴은 복잡한 코시 직물이 적어도 18세기에 만들어진 일본과 적어도 19세기 초부터 러시아(때로는 금실과 은실을 사용하는 경우도 있음)와 같은 일부 다른 문화권에서 수세기 동안 존재해 왔다. 마사이족 슈카 랩, 부탄식 마트라 직조, 인도식 마드라스 천도 종종 스코틀랜드 스타일과 구별되는 타르탄 패턴으로 되어 있다.

## 스코틀랜드의 씨족별 타르탄 모음

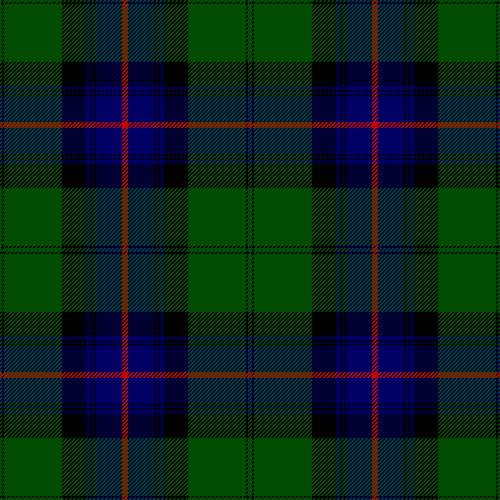
암스트롱(Armstrong)
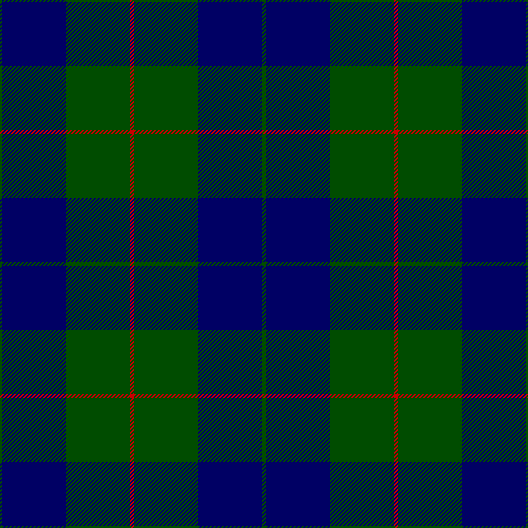
바클리(Barclay)
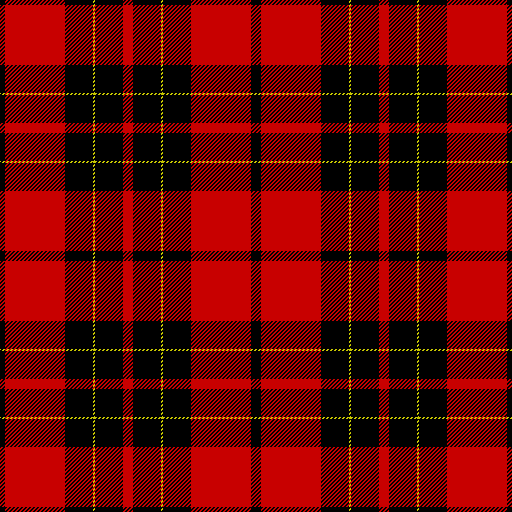
브로디(Brodie)
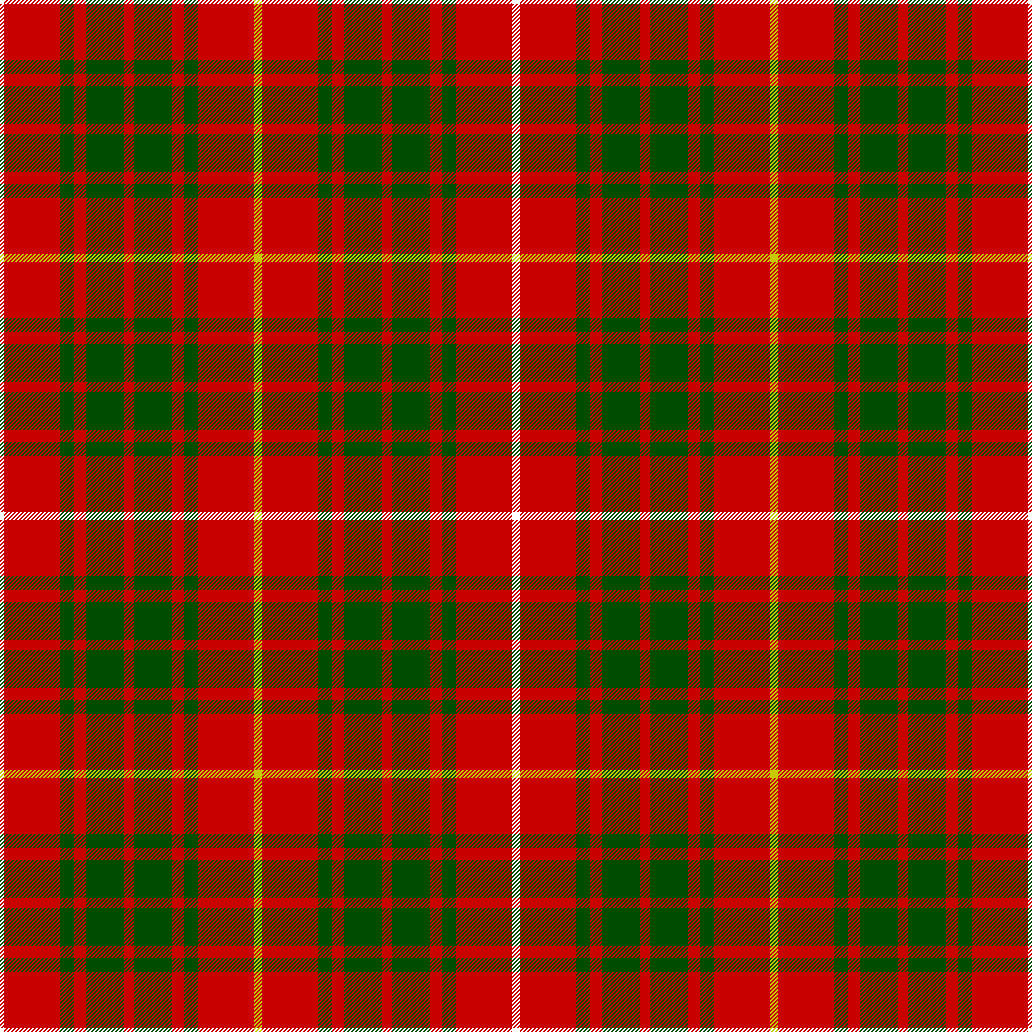
브루스(Bruce)
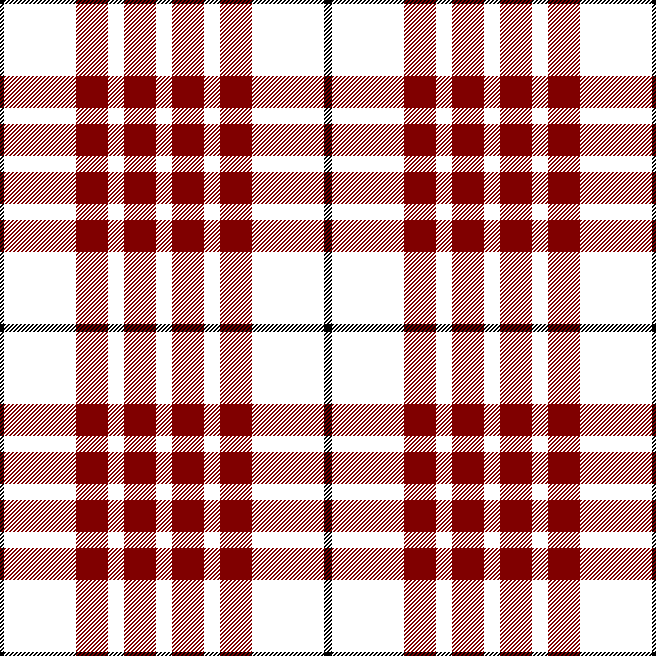
뷰캐넌(Buchanan)
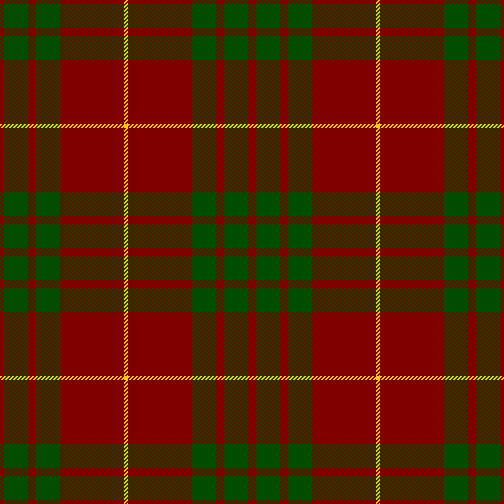
캐머런(Cameron)
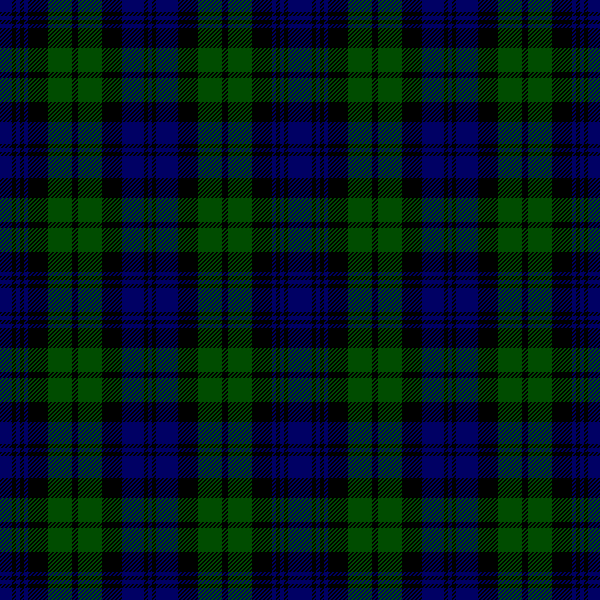
캠벨(Campbell)
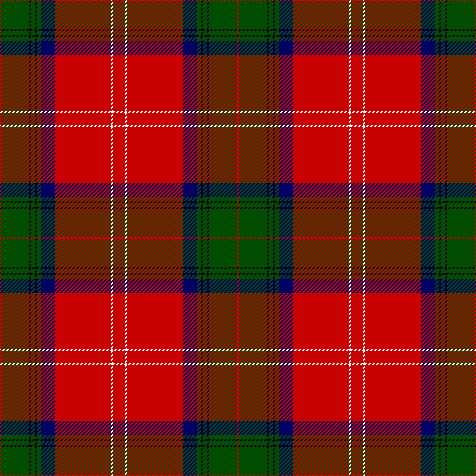
치점(Chisholm)
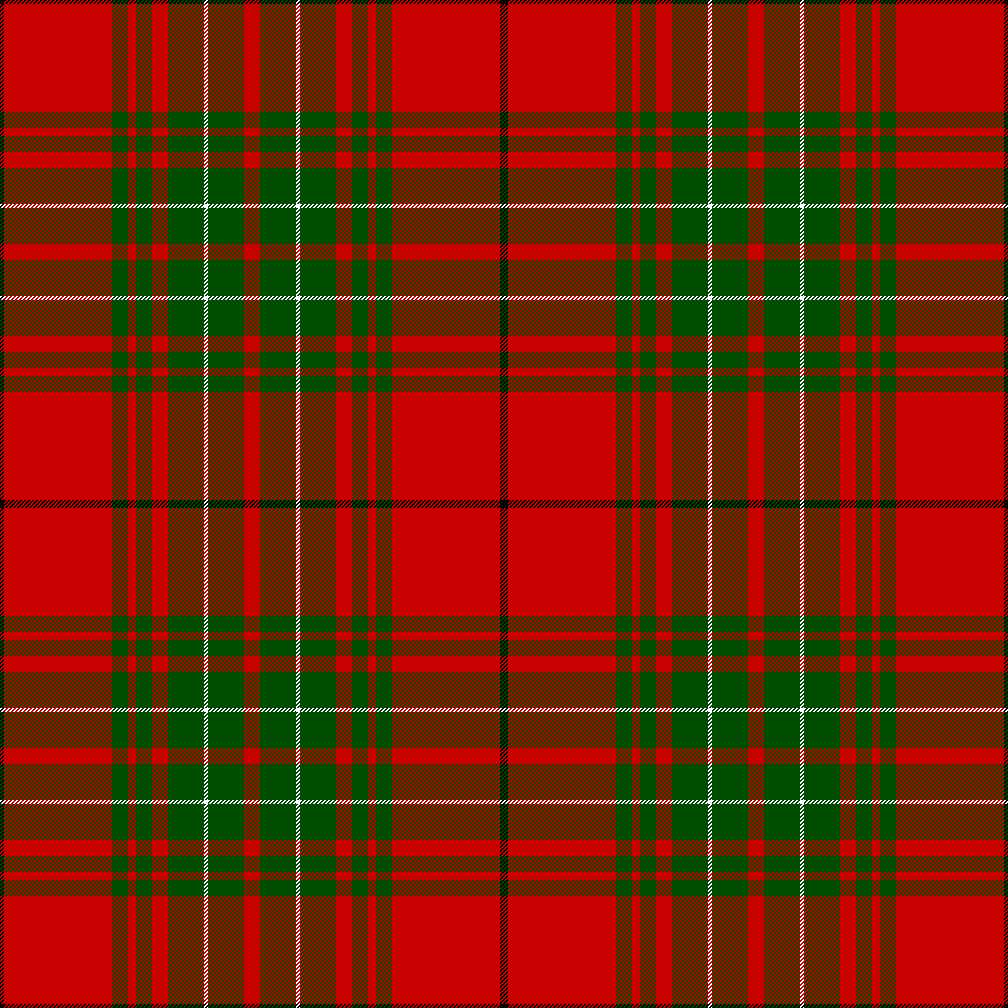
커민(Comyn)
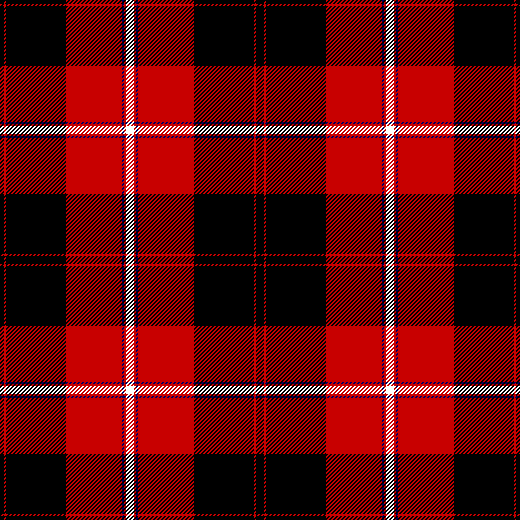
커닝햄(Cunningham)
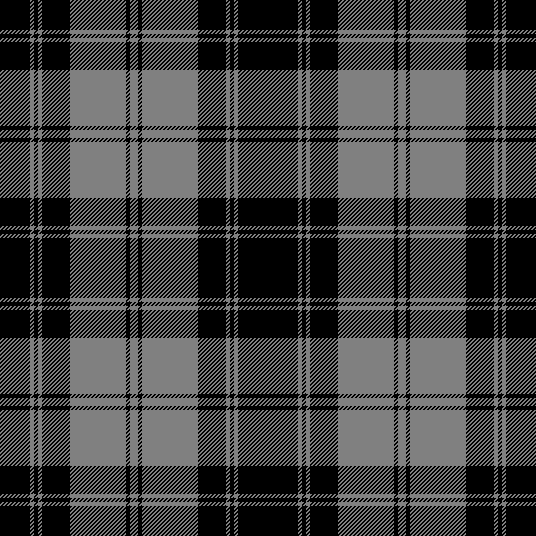
더글러스(Douglas)
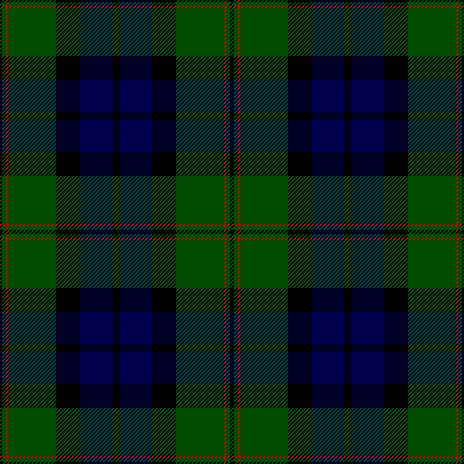
던대스(Dundas)
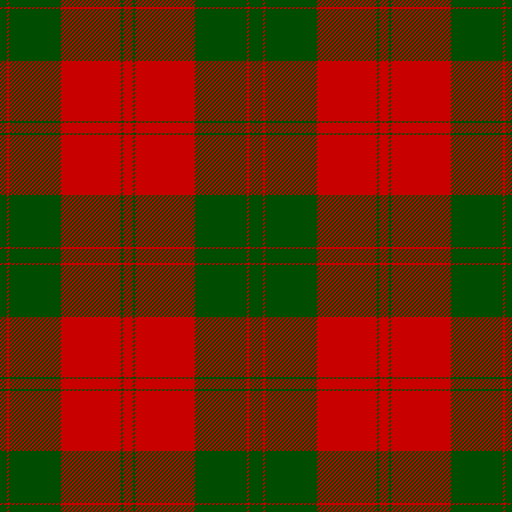
어스킨(Erskine)
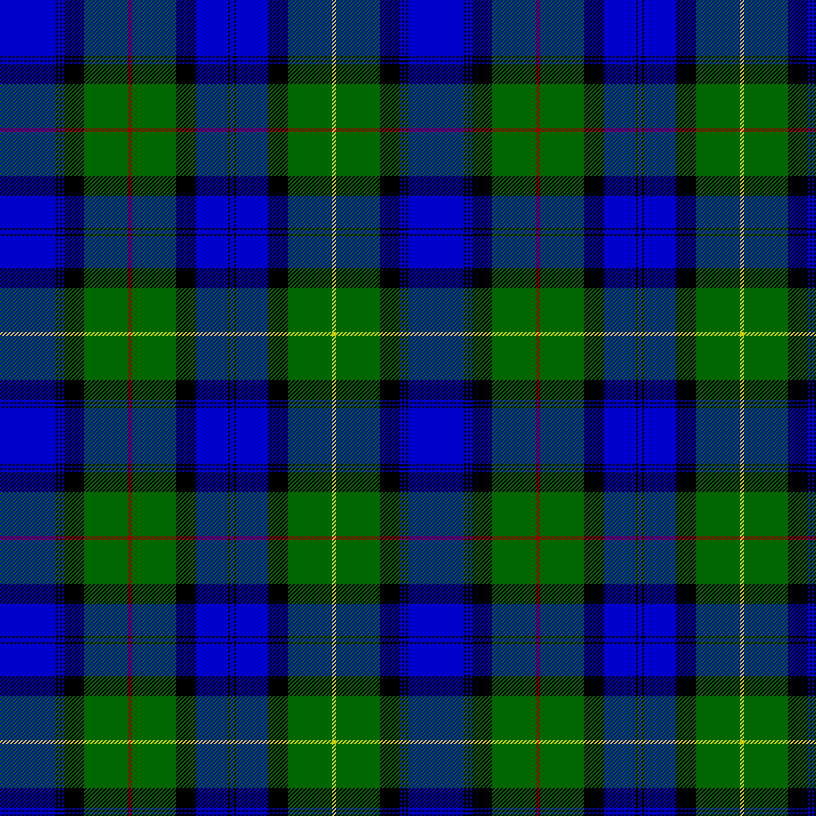
파커슨(Farquharson)
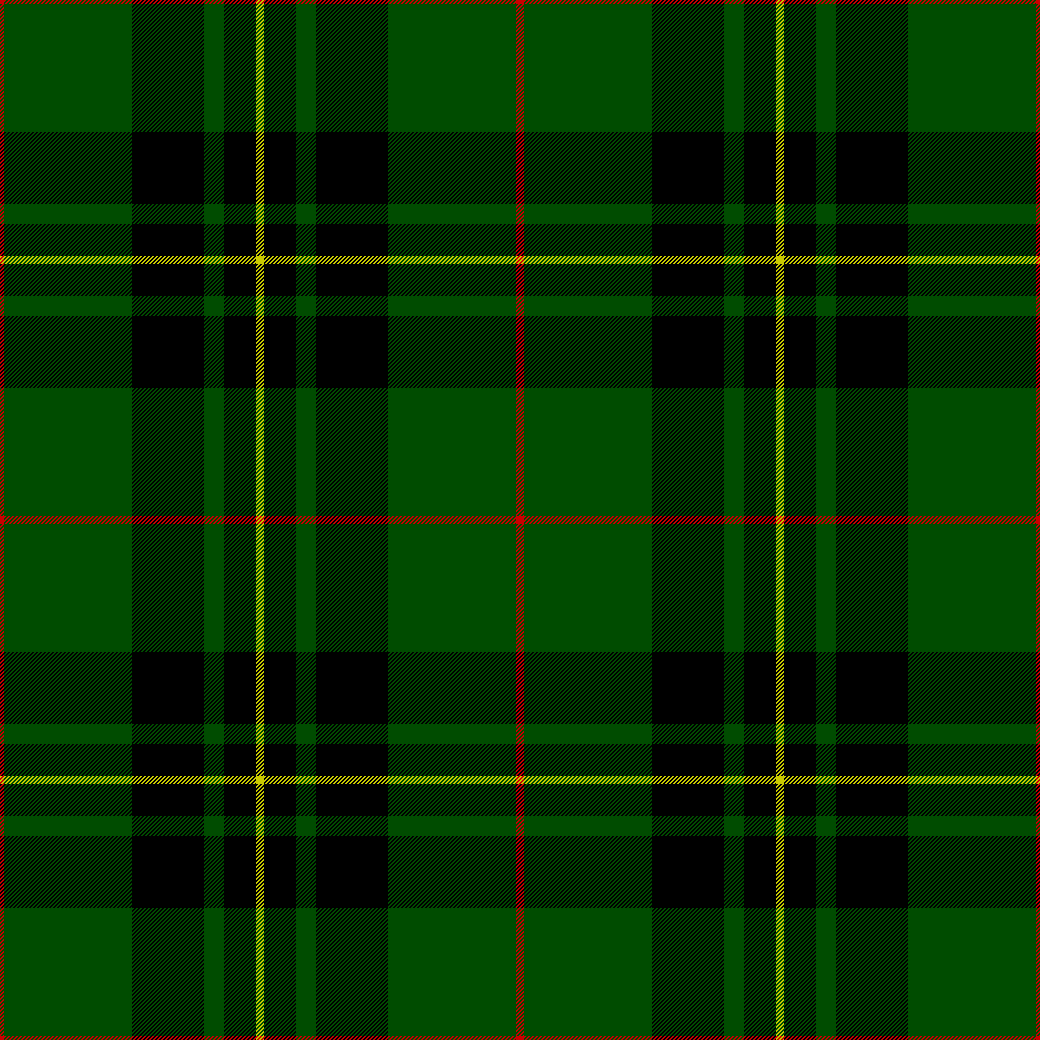
포브스(Forbes)
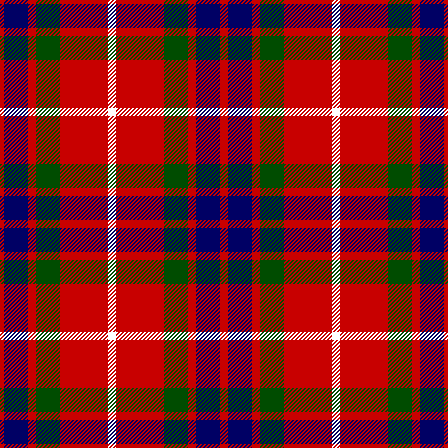
프레이저(Fraser)
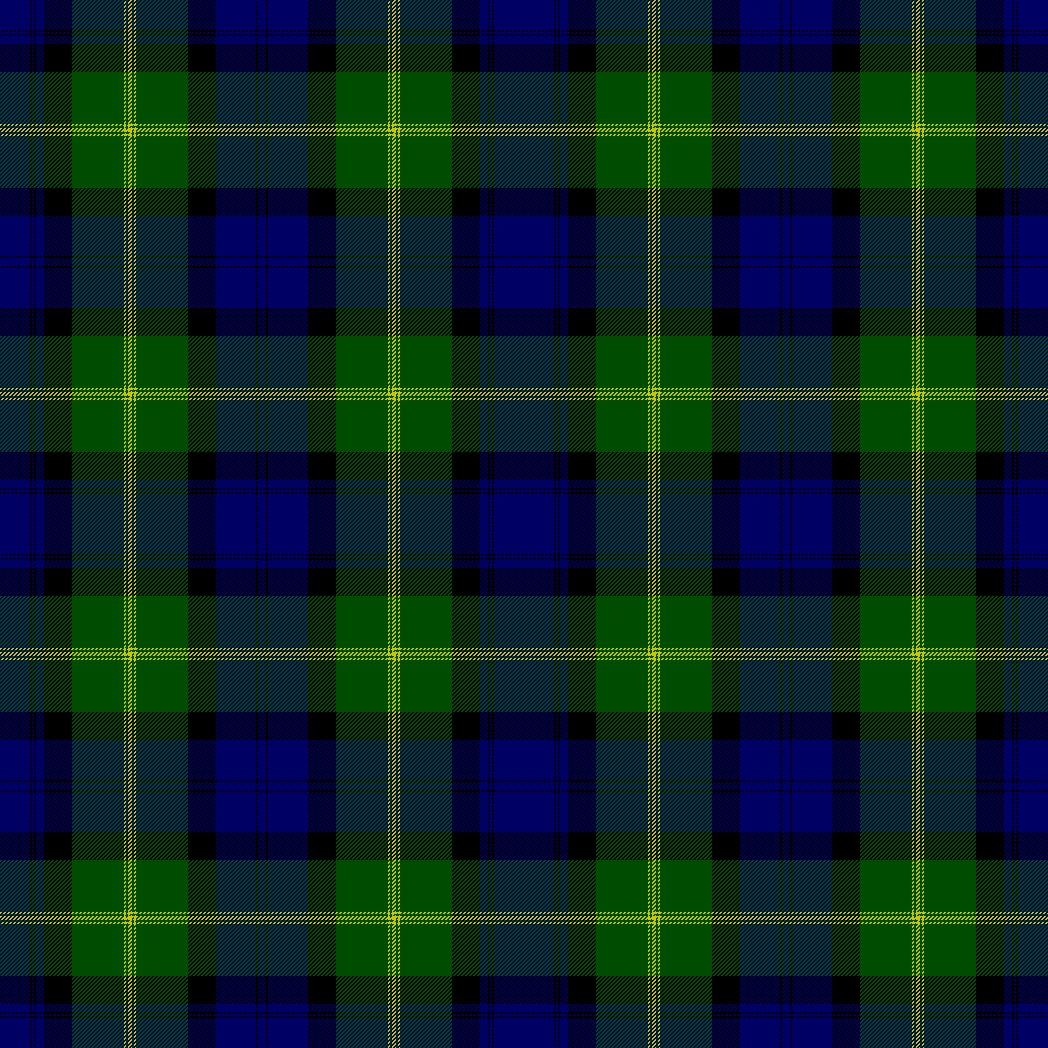
고든(Gordon)
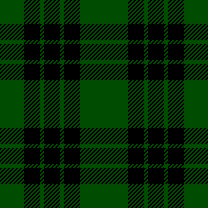
그레이엄(Graham)
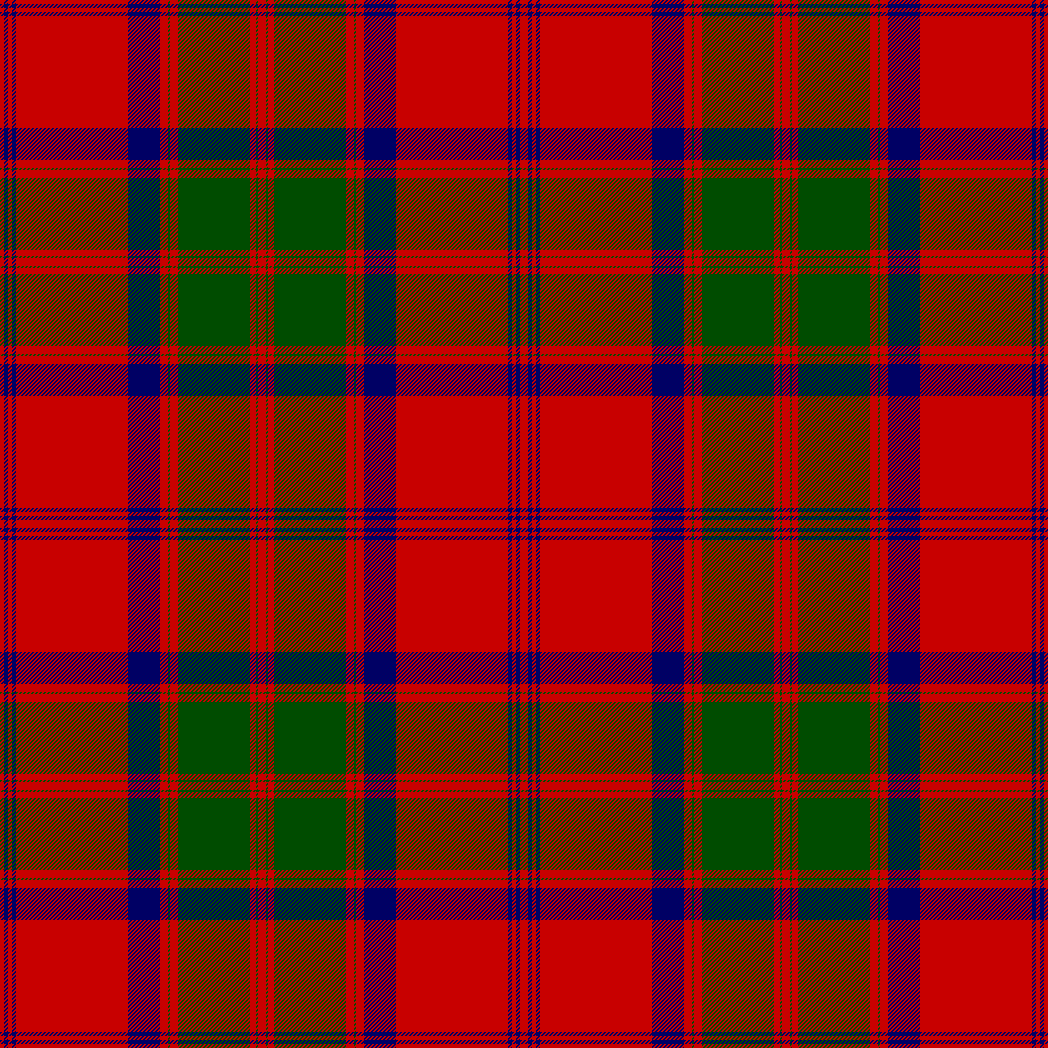
그랜트(Grant)
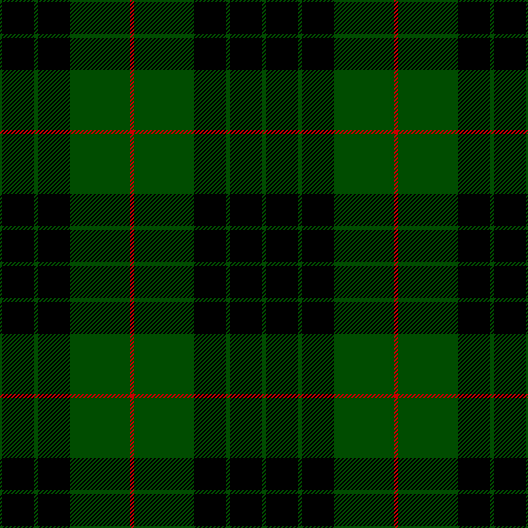
건(Gunn)
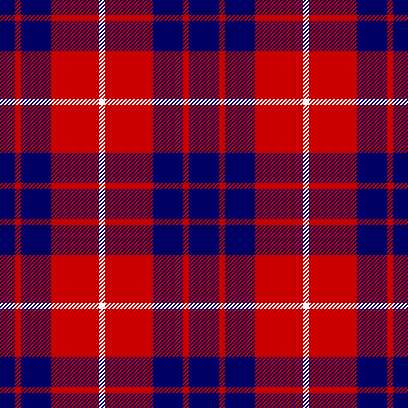
해밀턴(Hamilton)
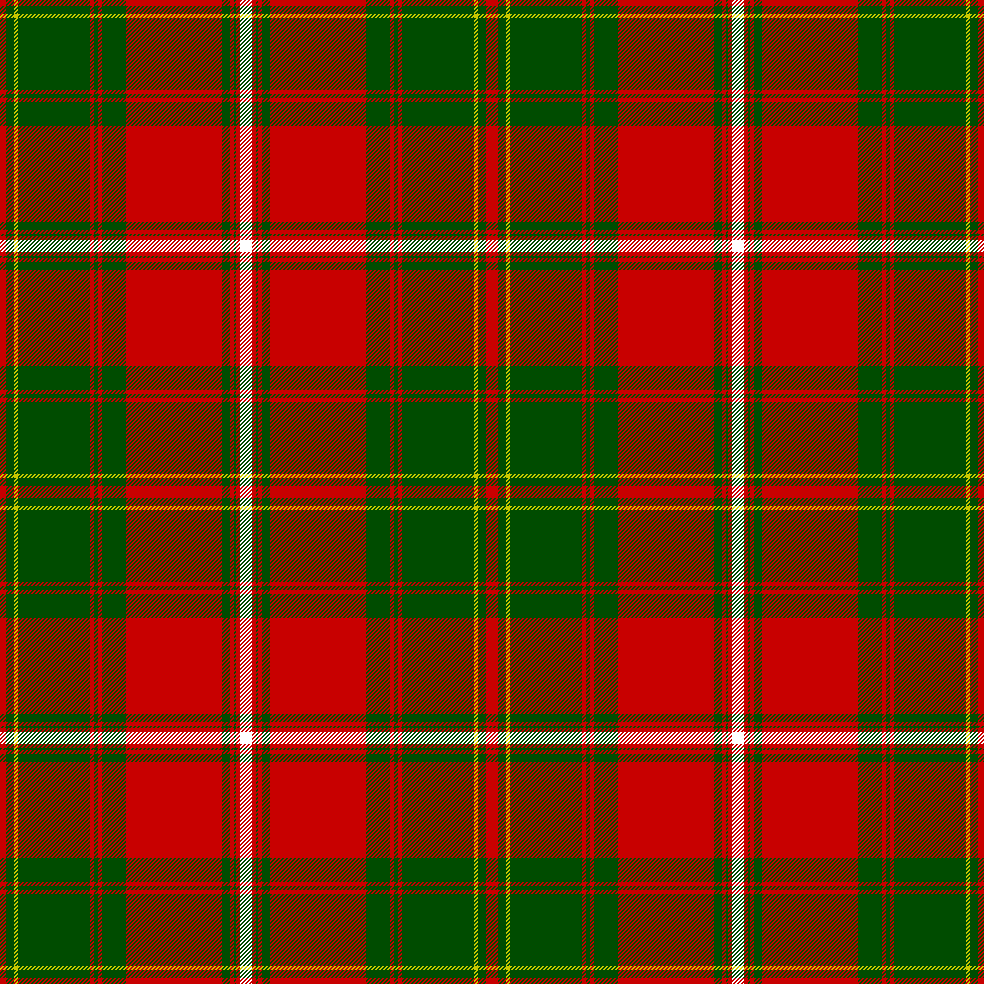
헤이(Hay)
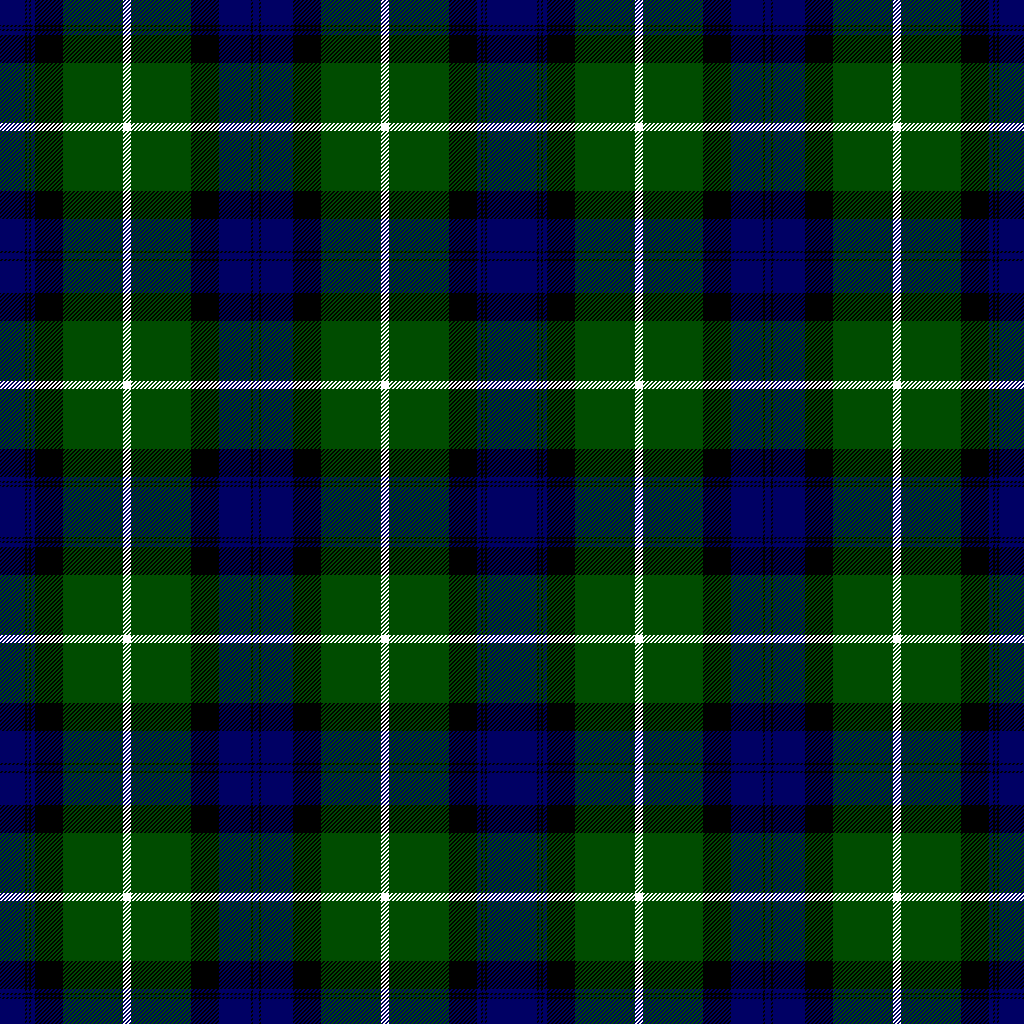
러몬트(Lamont)
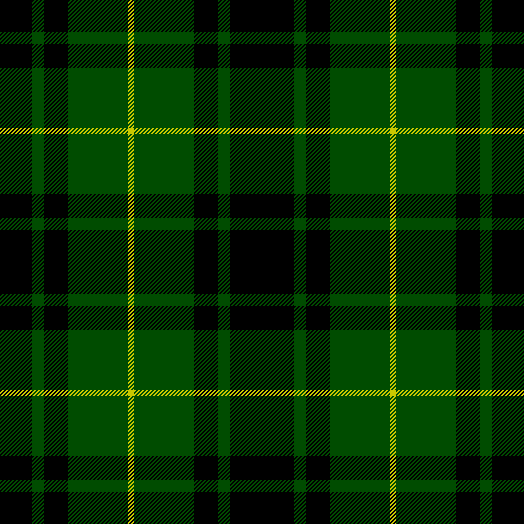
맥아더(MacArthur)
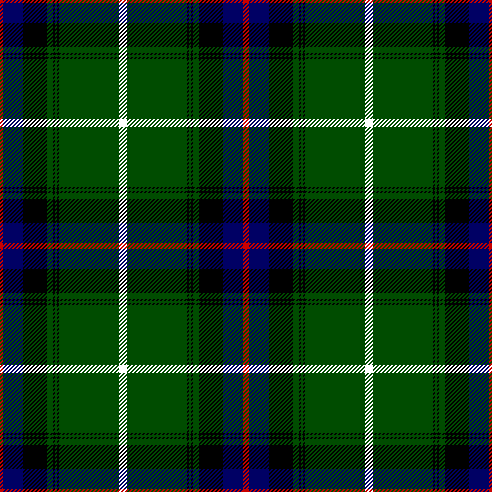
맥도널드(MacDonald - of the isles)
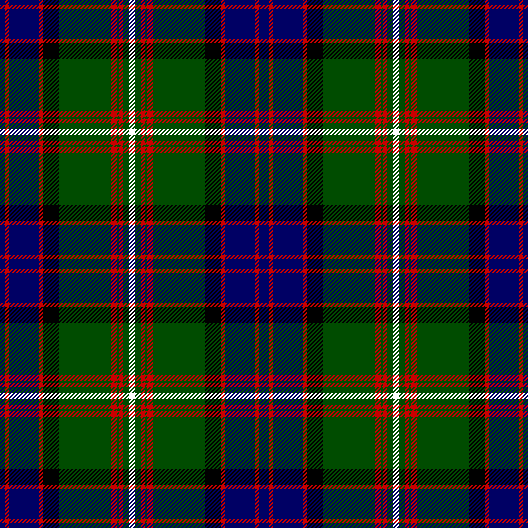
맥도널드(MacDonald - Clanranald)
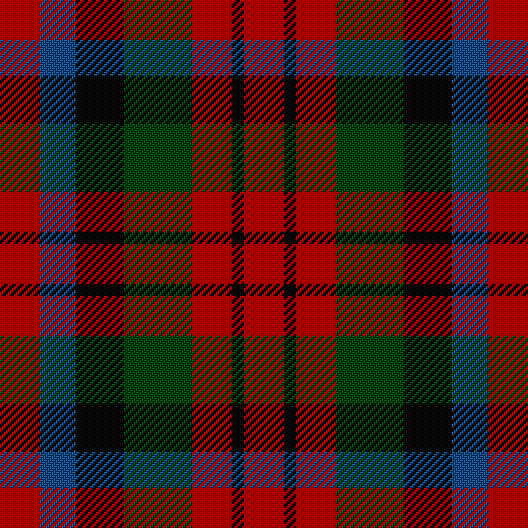
맥더프(MacDuff)
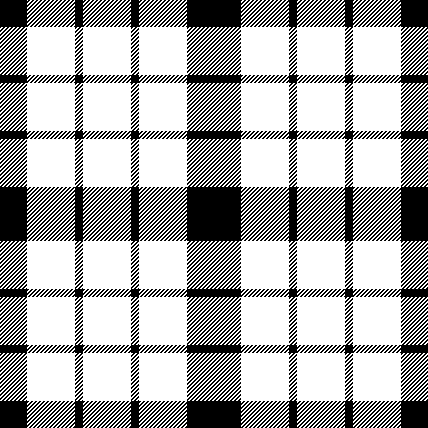
맥팔레인(MacFarlane)
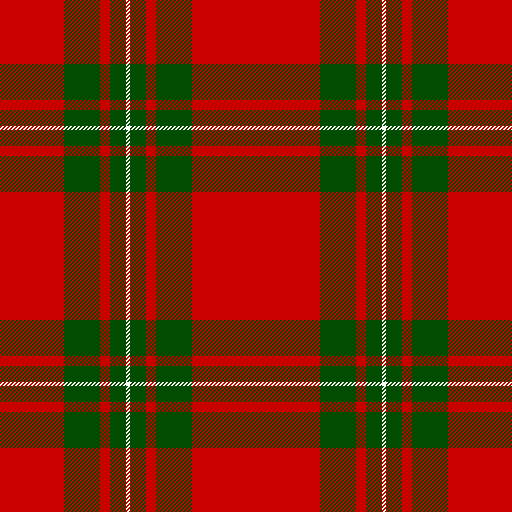
맥그레거(MacGregor)
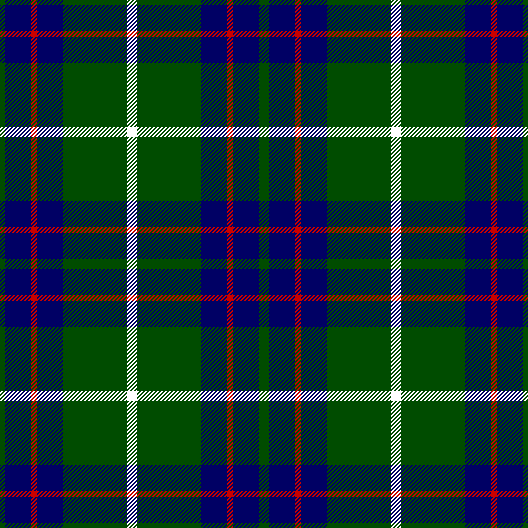
매킨타이어(MacIntyre)
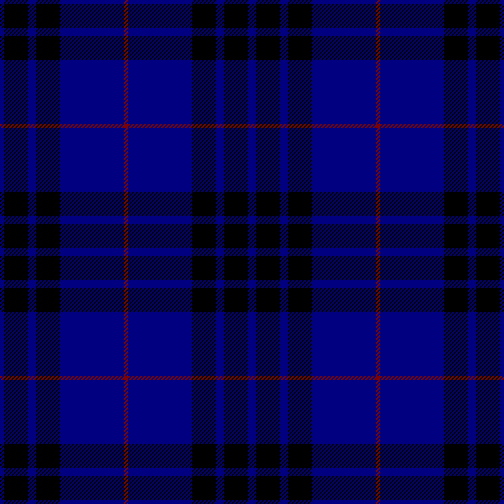
매카이(MacKay)
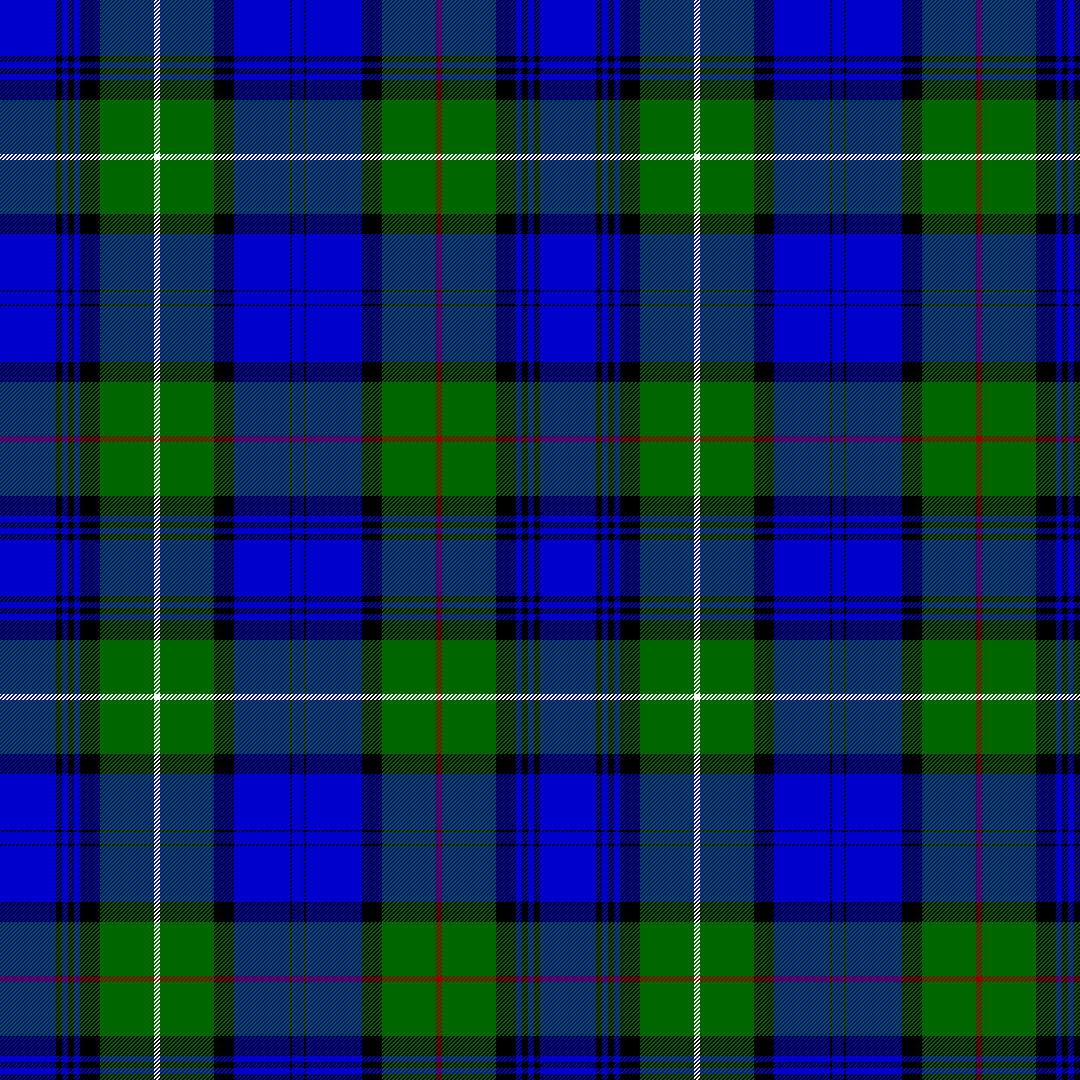
매켄지(MacKenzie)
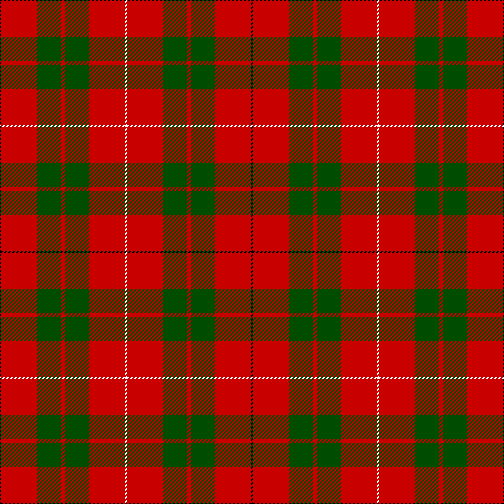
매키넌(MacKinnon)
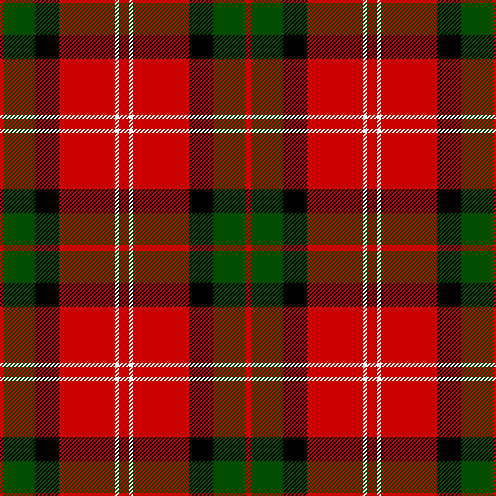
매킨토시(MacKintosh)
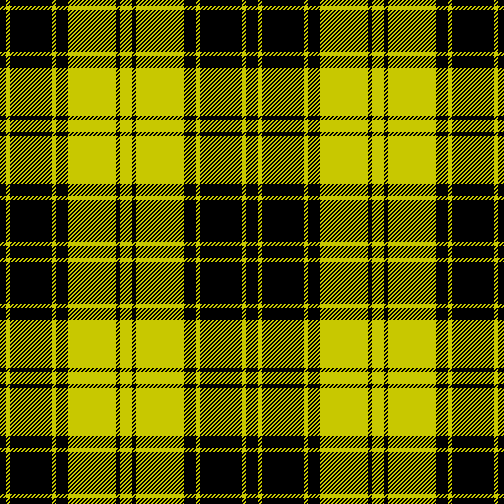
매클라클런(MacLachlan)
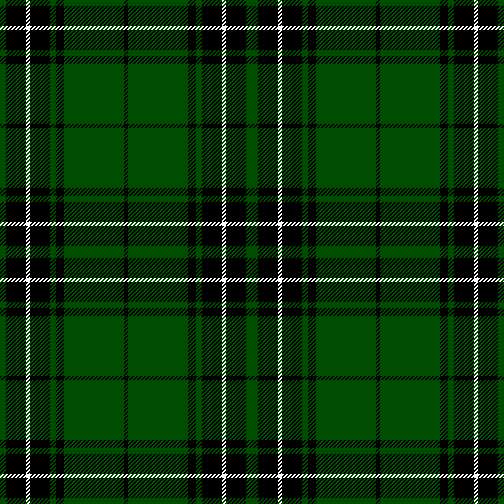
매클레인(MacLean)
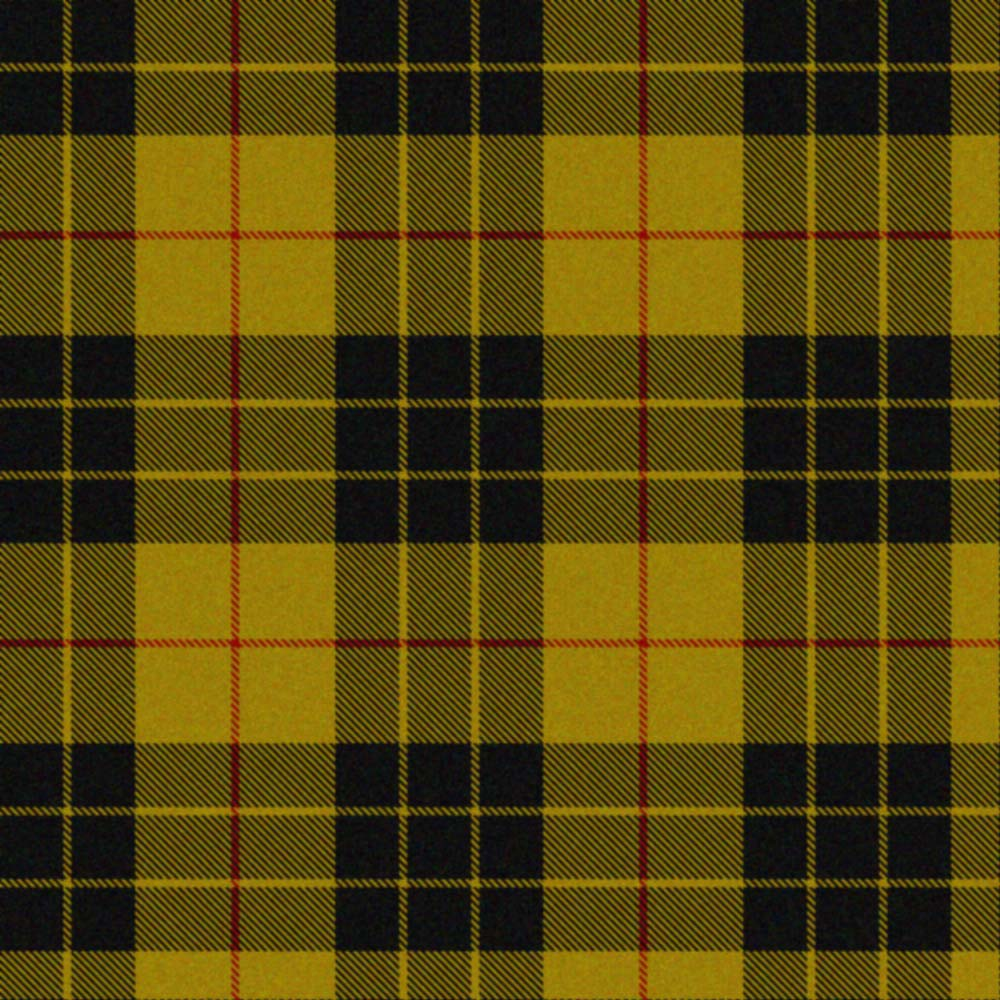
매클라우드(MacLeod)
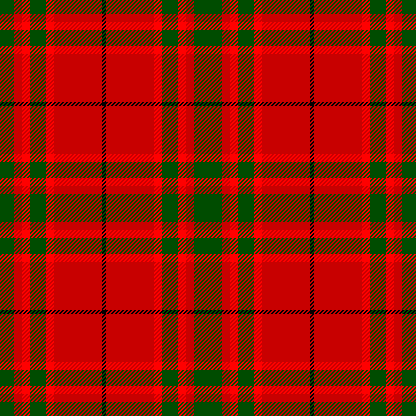
맥내브(MacNab)
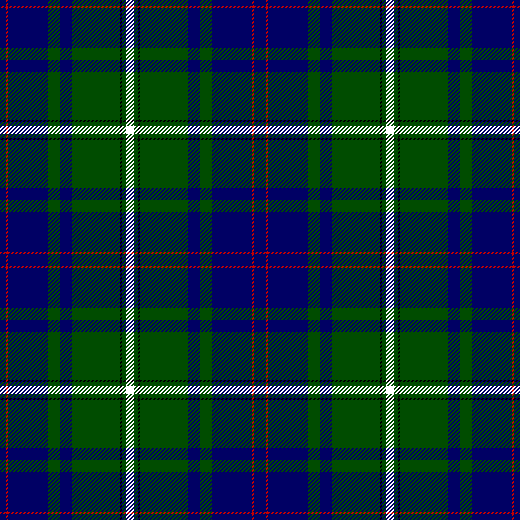
맥닐(MacNeil)
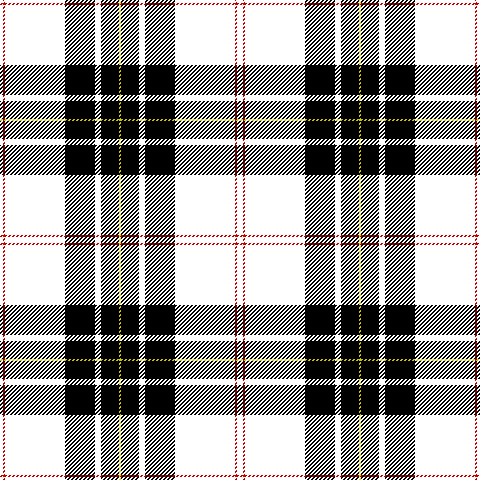
맥퍼슨(MacPherson)
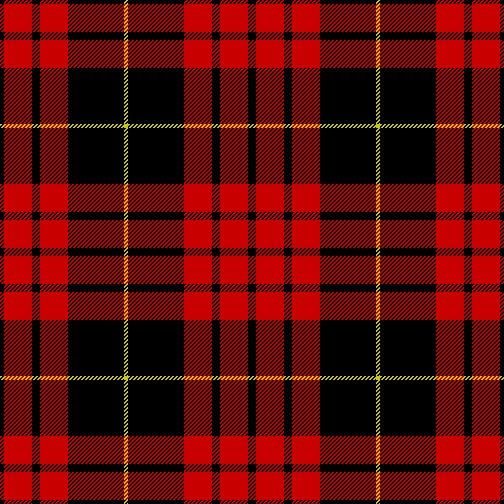
매퀸(MacQueen)
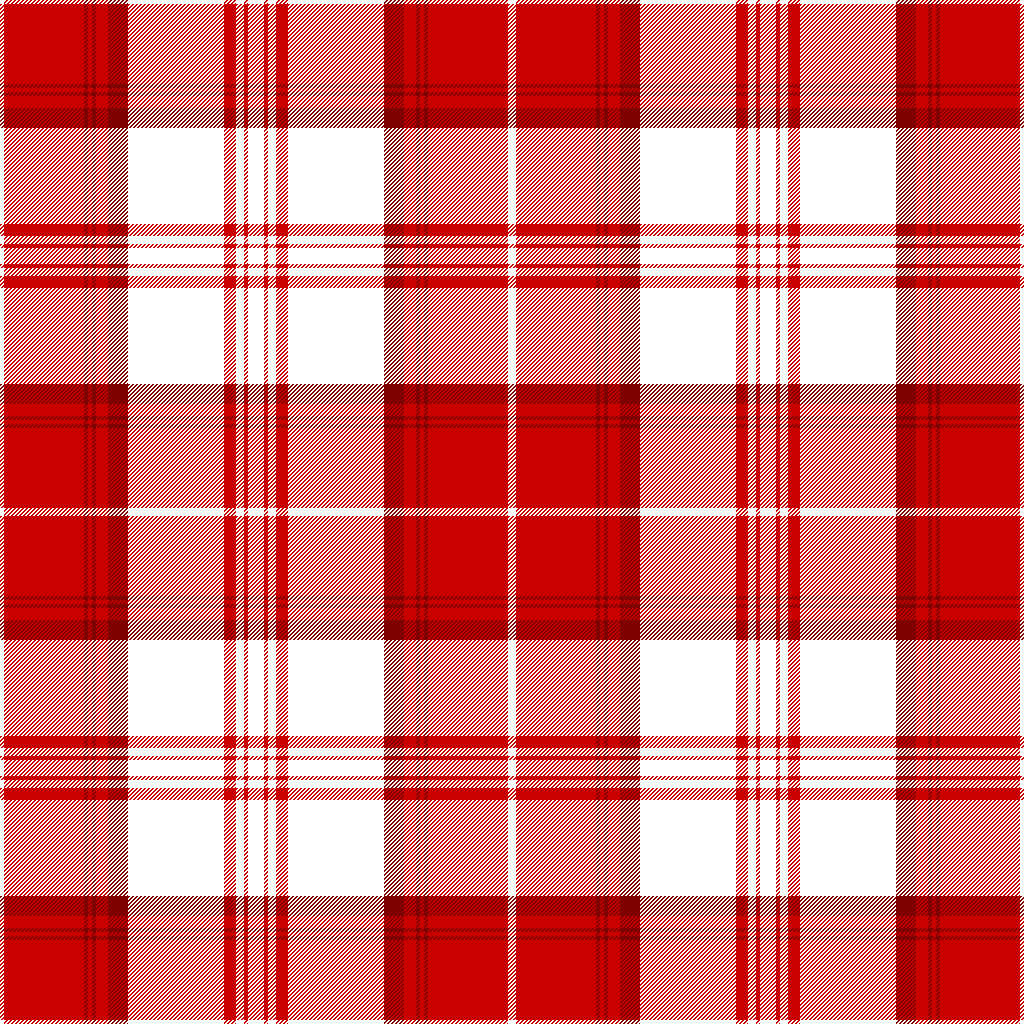
멘지스(Menzies)
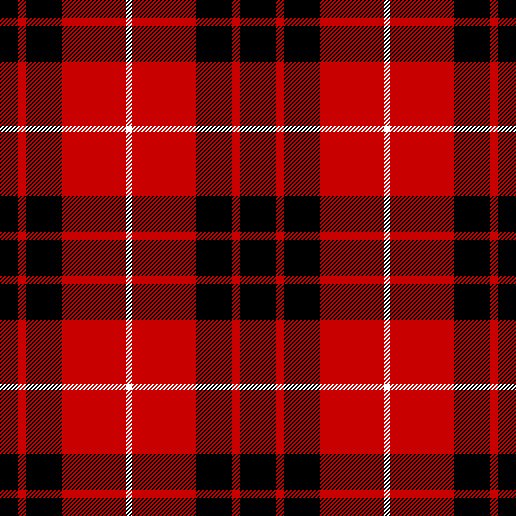
먼로(Munro)
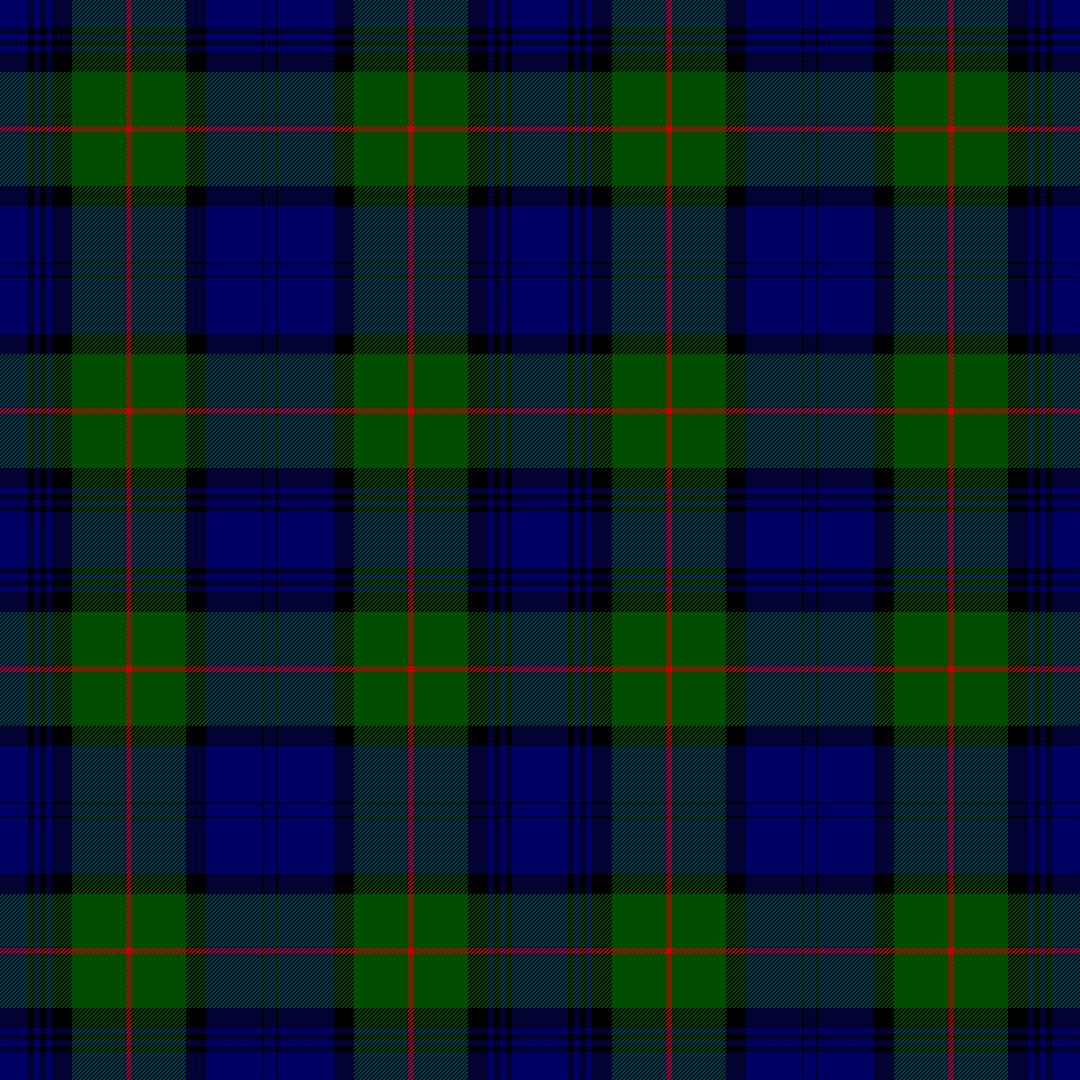
머리(Murray)
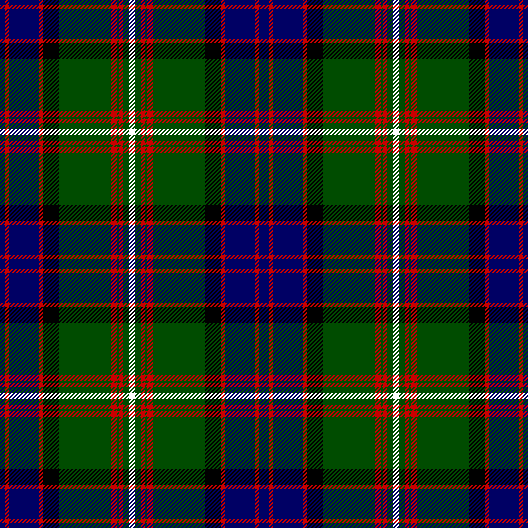
레이널드(Ranald)
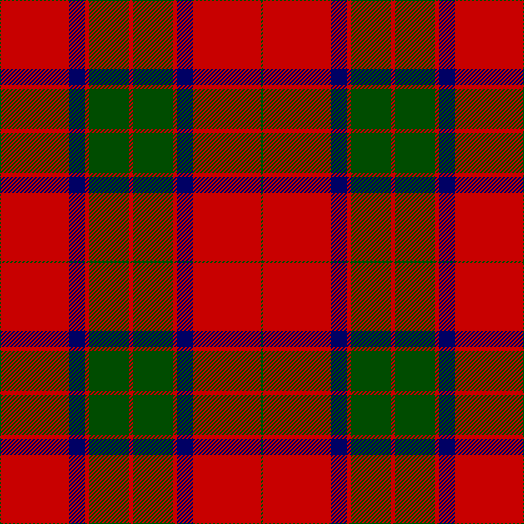
로버트슨(Robertson)
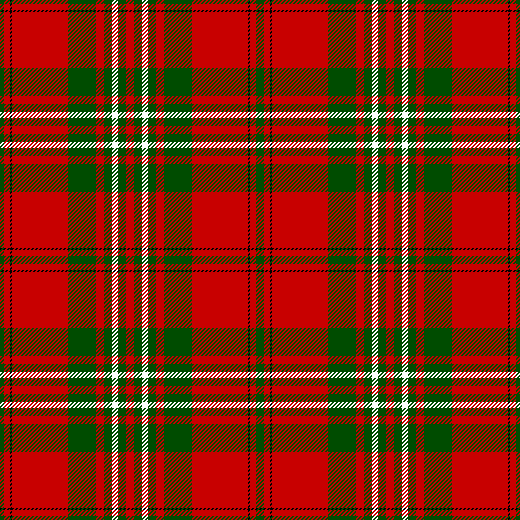
스콧(Scott)
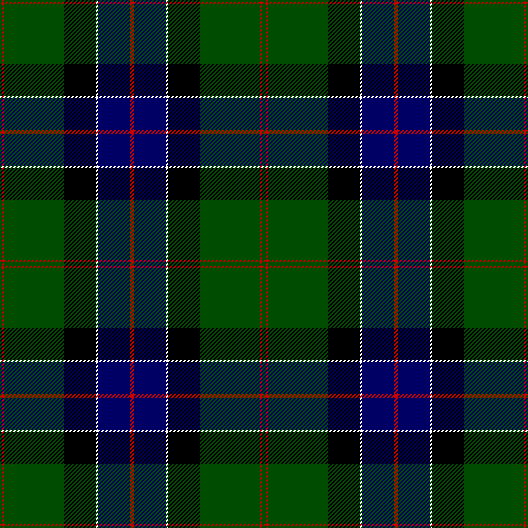
싱클레어(Sinclair)
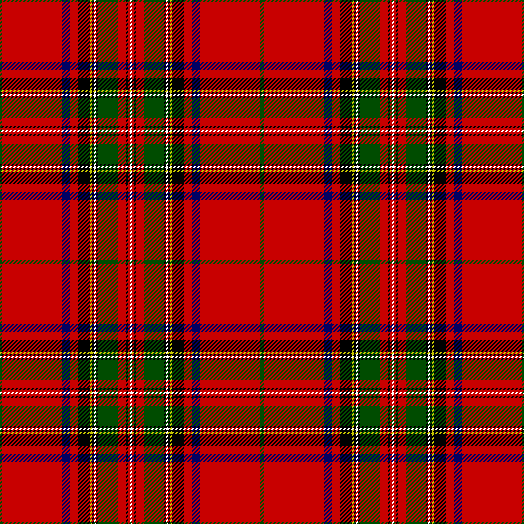
스튜어트(Stewart - i)
스튜어트(Stewart - ii)
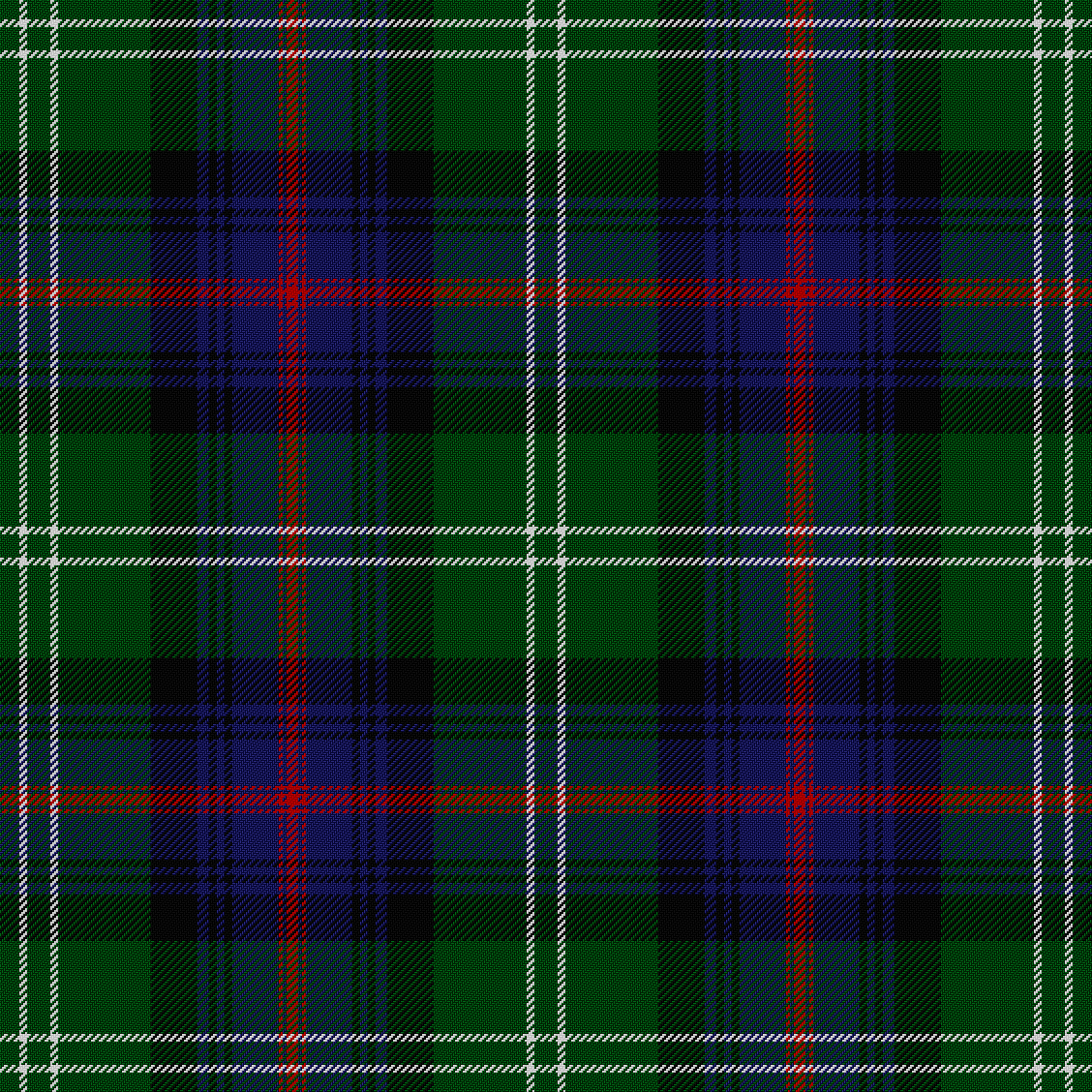
서덜랜드(Sutherland)
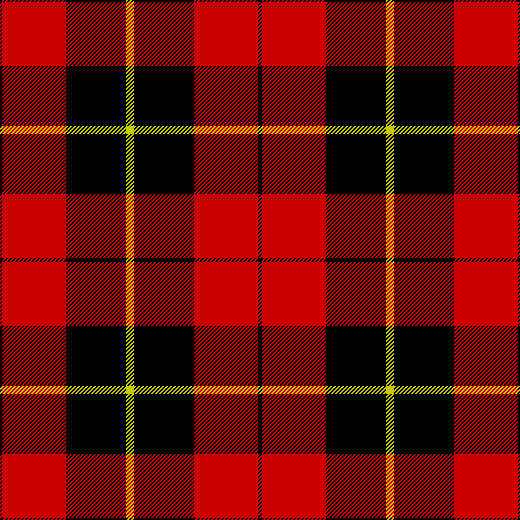
월리스(Wallace)

## 같이 보기
- 플란넬